# Jürgen Mikol
Jürgen Mikol (* 13. März 1942 in Marl) ist ein deutscher Schauspieler.

## Leben und Werk
Jürgen Mikol war zunächst fast ausschließlich als Theaterschauspieler aktiv – unter anderem war Mikol Schauspielschüler von Curt Bois. Seine Theaterkarriere begann Mikol 1967 an der Schaubühne am Halleschen Ufer. Seit Anfang des neuen Jahrtausends ist er verstärkt im Fernsehen zu sehen. Große Bekanntheit als Fernsehschauspieler errang er durch die Rolle des „Opa Pläte“ in Alles Atze. Mikol spielte in mehreren Tatorten mit (unter anderem Nachtfrost) und hatte unter anderem Rollen in Das Wunder von Bern und Was nicht passt, wird passend gemacht. 2008 war er außerdem in einigen Folgen von Mensch Markus an der Seite von Markus Maria Profitlich und in der ARD-Serie Pfarrer Braun zu sehen. 2010 stand er unter anderem für die Kino-Produktion Hotel Lux unter der Regie von Leander Haußmann vor der Kamera. 2011 ist er in der SAT.1-Serie Der letzte Bulle zu sehen. 2012 stand Mikol u. a. für die ZDF-Serie „SOKO Wismar“ vor der Kamera, 2013 u. a. für „SOKO Köln“,2014 Heiter bis tödlich: Koslowski & Haferkamp -Feuchter Tod
Auf der Bühne war Mikol unter anderem 2010 als Alfred „Ekel“ Alfred Tetzlaff in Ein Herz und eine Seele zu sehen, 2012 spielte er die Rolle des Vaters im Theaterstück „Der Mann der die Welt aß“ von Nis-Momme Stockmann. Seit 2013 spielt Mikol am Theater in Dortmund im Stück „Kabale und Liebe“ mit.

## Theaterstationen
- Schaubühne am Halleschen Ufer Berlin (1967–1969)
- Ernst-Deutsch-Theater und Hamburger Schauspielhaus (1969–1974)
- Ruhrfestspiele Recklinghausen (1981–1984)
- Hans-Otto-Theater Potsdam (1992–1993)
- Theater Basel (1993–1998)
- Staatstheater Mainz (1996)
- Bad Hersfelder Festspiele (1998)
- Schlossfestspiele Ettlingen (2002)
- Burgfestspiele Bad Vilbel (2004 und 2008)
- Theater Oberhausen (1998 und 2006–2008)
- Westfälisches Landestheater (2010–2012)
- Theater Dortmund (1974–1981 und 1984–1993 und seit 2013)

## Theaterrollen
- Bezahlt wird nicht (Giovanni). Theater Dortmund (1989). Regie: Helmut Palitsch
- Die Rund und die Spitzköpfe (Callas). Theater Dortmund (1991). Regie: Ingo Waszerka
- Die Kleinbürgerhochzeit (Vater). Theater Basel (1994). Regie: Thomas Schulte-Michels
- Schneider und Schuster (Schneider). Uraufführung. Theater Basel (1995). Regie: Joshua Sobol
- Der Hauptmann von Köpenick (Wilhelm Voigt). Staatstheater Mainz (1996). Regie: Markus Dietz
- Ella (Joseph) Theater Basel (1998). Regie: Katja Wolff
- Richard der Dritte (1. Mörder) Bad Hersfelder Festspiele (1998) Regie: Jérôme Savary
- Der Hauptmann von Köpenick (Wilhelm Voigt). Burgfestspiele Bad Vilbel (2008) Regie: Barbara Neureiter
- Das Herz eines Boxers (Leo). Theater Oberhausen. (2007/2008) Regie: Michael Masberg
- Ein Herz und eine Seele (Alfred „Ekel Alfred“ Tetzlaff). Westfaelisches Landestheater (2010–2012)
- Der Mann der die Welt aß (Vater). Westfaelisches Landestheater (2012)
- Kabale und Liebe. Theater Dortmund (2013–2014)

## Filmografie (Auswahl)
- 1972: Wir 13 sind 17 (Fernsehserie)
- 1973: Hamburg Transit (Fernsehserie) Folge: Der Gepäckschein
- 1974: Tatort – Nachtfrost (Fernsehreihe)
- 1974: Sonderdezernat K1 (Fernsehserie) – Hafenhyänen
- 1976: Schaurige Geschichten – Folge: Geisterstunde
- 1982: Tatort – Kuscheltiere
- 1983: Der Sprinter
- 1986: Tatort – Freunde
- 1998: Alarm für Cobra 11 – Die Autobahnpolizei (Fernsehserie) – Folge: Der tote Zeuge
- 1999–2006: Alles Atze (Fernsehserie)
- 2003: Tatort – Bermuda
- 2003:  Das Wunder von Bern
- 2009: Pfarrer Braun – Glück auf! Der Mörder kommt!
- 2010: Ihr mich auch
- 2011: Der letzte Bulle (Fernsehserie) – Folge: Das 5. Gebot
- 2011: Hotel Lux
- 2014: Heldt – Die schwarze Witwe (Fernsehserie)
- 2016: Frau Temme sucht das Glück (Fernsehserie) – Folge: Alles nach Plan
- 2016: Ein Mann wie ein Baum
- 2017: Einstein (Fernsehserie) – Folge: Schwerkraft
- 2021: Heldt (Fernsehserie) – Folge: An’ne Bude
- 2023: Club Las Piranjas (Fernsehserie)